# Guadalupe Peñasco
Guadalupe Peñasco är en ort i Mexiko.   Den ligger i kommunen Magdalena Peñasco och delstaten Oaxaca, i den sydöstra delen av landet, 290 km sydost om huvudstaden Mexico City. Guadalupe Peñasco ligger 2 174 meter över havet och antalet invånare är 329.
Terrängen runt Guadalupe Peñasco är kuperad, och sluttar österut. Runt Guadalupe Peñasco är det ganska tätbefolkat, med 56 invånare per kvadratkilometer. Närmaste större samhälle är Heroica Ciudad de Tlaxiaco, 11,5 km väster om Guadalupe Peñasco. Trakten runt Guadalupe Peñasco består i huvudsak av gräsmarker.